# John Maclay, 1. Viscount Muirshiel
John Scott Maclay, 1. Viscount Muirshiel, KT, CH, CMG, PC (* 26. Oktober 1905; † 17. August 1992) war ein britischer Politiker der National Liberal Party sowie zuletzt der Conservative Party, der unter anderem von 1940 bis 1964 Mitglied des Unterhauses (House of Commons), zwischen 1951 und 1952 Minister für Transport (Minister of Transport) sowie Minister für Zivilluftfahrt (Minister of Civil Aviation) sowie von 1957 bis 1962 Minister für Schottland (Secretary of State for Scotland) war. 1964 wurde er als Viscount Muirshiel in den erblichen Adelstand erhoben und gehörte dadurch bis zu seinem Tode dem Oberhaus (House of Lords) an.

## Leben

### Familiäre Herkunft und Unterhausabgeordneter
Maclay war das jüngste von sieben Kindern des Unternehmers und Politikers Joseph Paton Maclay, der zwischen 1916 und 1921 Schifffahrtsminister war und 1922 zum 1. Baron Maclay, of Glasgow, in the County of Lanark, erhoben wurde, sowie von dessen Ehefrau Martha Strang. Seine beide ältesten Brüder Ebenezer Maclay und William Strang Maclay fielen während des Ersten Weltkrieges. Seine älteste Schwester Janet Maclay war die Ehefrau des Politikers John Hampden Inskip, der zwischen 1931 und 1932 das Amt des Oberbürgermeisters von Bristol innehatte, während seine zweitälteste Schwester Lilias Maclay ein Studium der Medizin und Chirurgie abschloss und mit Reverend John Edmund Hamilton verheiratet war. Sein älterer Bruder Joseph Paton Maclay, 2. Baron Maclay vertrat zwischen 1931 und 1945 die Liberal Party als Mitglied im Unterhaus und erbte nach dem Tode des Vaters 1951 den Titel als 2. Baron Maclay. Sein älterer Bruder Walter Symington Maclay war zeitweise Leibarzt von Königin Elisabeth II. und wurde für seine Verdienste Officer des Order of the British Empire (OBE) sowie Companion des Order of the Bath (CB).
John Scott Maclay selbst besuchte das 1382 gegründete renommierte Winchester College und absolvierte danach ein Studium am Trinity College der University of Cambridge. Bei einer Nachwahl (By-election) wurde er am 5. Juli 1940 als Kandidat der National Liberal Party im Wahlkreis Montrose erstmals zum Mitglied des Unterhauses (House of Commons) und vertrat diesen Wahlkreis bis zu dessen Auflösung am 23. Februar 1950. 1944 fungierte er als Leiter der britischen Handelsschifffahrtsvertretung in den USA und wurde für seine Verdienste 1944 Companion des Order of St. Michael and St. George (CMG). 1945 fungierte er kurzzeitig als Parlamentarischer Privatsekretär von Produktionsminister Oliver Lyttelton. 1947 löste er Stanley Holmes als Vorsitzender der National Liberal Party ab und bekleidete diese Funktion bis zu seiner Ablösung durch James Duncan 1956. Bei der Wahl vom 23. Februar 1950 wurde Maclay für die National Liberal Party im Wahlkreis Renfrewshire West wieder zum Mitglied des Unterhauses gewählt, dem er nunmehr bis zum 16. Juli 1964 angehörte.

### Minister und Oberhausmitglied
Am 31. Oktober 1951 wurde Maclay von Premierminister Winston Churchill zum Minister für Transport (Minister of Transport) sowie Minister für Zivilluftfahrt (Minister of Civil Aviation) in dessen drittes Kabinett berufen und bekleidete diese Ämter bis zum 7. Mai 1952, woraufhin Alan Lennox-Boyd sein Nachfolger wurde. Am 24. Juni 1952 wurde er Mitglied des Geheimen Kronrates (Privy Council). Später fungierte er zwischen 1956 und 1957 als Staatsminister im Kolonialministerium (Minister of State for Colonial Affairs). Am 13. Januar 1957 berief Premierminister Harold Macmillan ihn als Minister für Schottland (Secretary of State for Scotland) in dessen Kabinett, dem er bis zu seiner Ablösung durch Michael Noble am 13. Juli 1962 angehörte. Am 20. Juli 1962 wurde er des Weiteren Träger des Order of the Companions of Honour (CH).
Nach seinem Ausscheiden aus dem Unterhaus wurde Maclay am 16. Juli 1964 wurde er als erblicher Viscount Muirshiel, of Kilmacolm in the County of Renfrew, in den erblichen Adelstand der Peerage of the United Kingdom erhoben und gehörte dadurch bis zu seinem Tode dem Oberhaus (House of Lords) an. Er fungierte zwischen 1967 und 1980 war er Lord Lieutenant von Renfrewshire und damit dortiger Vertreter der Königin. Am 26. April 1973 wurde er Ritter des Distelordens (Knight of the Order of the Thistle).
Da seine am 16. Oktober 1930 geschlossene Ehe mit Betty L’Estrange Astley kinderlos blieb, erlosch mit seinem Tode am 17. August 1992 der Titel des Viscount Muirshel.